# حسین خطیبی (بازیکن فوتبال)
حسین خطیبی (زاده ۱۵ دی ۱۳۵۳ در تبریز) بازیکن پیشین فوتبال اهل ایران و مربی سابق باشگاه فوتبال سردار بوکان بود.
وی سابقه آقای گلی لیگ آزادگان در فصل ۷۷–۱۳۷۶ با ۱۵ گل زده به همراه شهرداری تبریز را دارد. او برادر رسول خطیبی است.